# Formación Solimões
La formación Solimões es una formación geológica compuesta por una secuencia de rocas sedimentarias ubicadas en las cuencas de Acre y Solimões en Brasil, Bolivia y Perú. En Brasil la formación subyace aproximadamente el 80% del estado de Acre. La formación originó en el Mioceno (aproximadamente 11 millones de años atrás). Posiblemente hay una parte más joven de la formación que originó en el Plioceno. En los alrededores de Eirunepé hay sedimentos de la parte superior, que datan del Mioceno tardío, que indican la existencia de un sistema fluvial, posiblemente de ríos anastomosados. En este entorno habrían existido lagos de extensión acotada y principalmente sobre llanuras de inundación. Producto de la orogenia andina la formación presenta varias fallas inversas.